# Jean-Pierre Lacroix (haut fonctionnaire)
Pour les articles homonymes, voir Jean-Pierre Lacroix et Lacroix.
Jean-Pierre Alain Lacroix, né le 30 juin 1942 à Avignon (Vaucluse) et mort le 25 décembre 2024 à Lormes, est un haut fonctionnaire français, préfet de région (successivement Guyane, Corse, Centre, Rhône-Alpes).

## Biographie

### Études et administrateur civil
Lyonnais par ses parents, après une licence de droit, il entre à l'Institut d'études politiques de Paris  dont il devient diplômé en 1967. Après son service militaire, il est admis à l'ENA en 1970 et en sort en 1972 (promotion « Charles de Gaulle ») en tant qu'administrateur civil de 2e classe, affecté au ministère de la défense. 
Nommé en 1974 sous-préfet, directeur de cabinet du préfet du Haut-Rhin, il devient en 1976 secrétaire général de la préfecture du Lot, puis en 1978 sous-préfet de l'arrondissement de Saint-Gaudens, avant de devenir en 1980 secrétaire général de la préfecture de l'Eure, en 1982 secrétaire général pour les Affaires régionales d'Auvergne et en 1984 secrétaire général de la préfecture du Pas-de-Calais.

### Haut fonctionnaire
Promu préfet  en 1988, il est affecté à Cayenne comme préfet de la région Guyane.
En 1990, il est directeur des affaires politiques, administratives et financières au ministère de l'Outre-mer, où il devient un an plus tard directeur du cabinet du ministre, puis haut fonctionnaire de défense du même ministère.
Il réintègre le ministère de l'Intérieur en 1992 comme directeur central de la police territoriale à la DGPN avant d'être nommé préfet de l'Ain du 2 novembre 1992 à août 1995, puis du Morbihan en 1995 et du Val-d'Oise en 1998.
À la suite de l'affaire des paillotes en 1999, Jean-Pierre Chevènement, alors ministre de l'Intérieur, lui confie la mission de succéder à Bernard Bonnet comme préfet de la Région Corse, préfet de la Corse-du-Sud.
En août 2001, il est nommé préfet de la région Centre, préfet du Loiret avant d'obtenir son dernier poste en janvier 2004, comme préfet de la Zone de défense sud-est, préfet de la région Rhône-Alpes, préfet du Rhône.

### Autres
Jean-Pierre Lacroix est, par ailleurs, président de l'Association Henri Bachelin qui a pour objet de faire connaître l'œuvre de cet écrivain morvandiau né à Lormes (Nièvre) en 1879. Il est premier adjoint au maire de Lormes de 2008 à 2020.

## Récompenses et distinctions

### Décorations
- Commandeur de la Légion d'honneur Il est fait chevalier le 26 juin 1989, promu officier le 8 avril 1998[7], puis commandeur le 6 avril 2007[8].
- Commandeur de l'ordre national du Mérite Il est fait officier le 16 septembre 1993, puis est promu commandeur le 14 novembre 2001[9].